# Phelios, Inc.
Phelios, Inc. es una empresa productora de juegos con sede en EE. UU., y sucursales en París, Francia. Es una empresa menor, pero desarrolla eficientes programas de computación.

## Historia
Phelios, Inc. fue fundada el 2002 bajo estado de anonimato. En 2004, lanzaron su primer juego, Abracadabra, que fue un juego muy popular en el año entero.

## Juegos de Phelios
- Abracadabra
- Androkids
- Bongo Boogie
- Bud RedHead
- Bunny Bunny
- Devastro
- Drip Drop
- Doulber Gold
- Energy
- Helix
- Kai-Jin
- Little Soldiers
- Lua Lua
- Lux
- Neon Wars
- Rock And Roll
- Smack Mahjong
- Swap